# ささきしょうこ
ささき しょうこ（本名：佐々木笙子（読み同じ）、1996年6月8日 - ）は、兵庫県加古川市出身の女子プロゴルファーである。所属は日本触媒。

## 経歴
クラーク記念国際高等学校卒業。
9歳から本格的にゴルフを始め、脱サラした父らに支えられた。その頃より岡本昭重に師事している。
アマチュア時代の主な成績として「日本ジュニアゴルフ選手権競技」（女子12～14歳の部＝2011年）優勝がある。
高校卒業後の2015年、日本女子プロゴルフ協会（LPGA）最終プロテストに進出し、2位タイで合格。LPGA87期生となる。同年LPGA入会時に「名前が読みにくい。たくさんの人に名前を覚えてもらいたい。」との理由から平仮名のささきしょうこで会員登録を行った。
QTランキング36位で迎えた2016年は、7月の「大東建託・いい部屋ネットレディス」でLPGAツアー初優勝。その後11月より日本触媒所属となる。同年は年間獲得賞金ランキング（賞金ランク）28位で自身初のシード入りをすると共に、LPGAアワード新人賞を獲得。
2017年は未勝利ながら賞金ランク37位で、2年連続のシード入り。
2018年は10月に「スタンレーレディスゴルフトーナメント」、「樋口久子三菱電機レディスゴルフトーナメント」とLPGAツアーで2勝、賞金ランクは自身最高位となる16位で3年連続のシード入りを果たした。
2019年は賞金ランク88位に終わり、賞金シード入りを逃す。
2020年から2021年春までは不調が続いた。36ホール短縮となった「ほけんの窓口レディース」では大里桃子と並びプレーオフとなったが3ホール目で敗れた。

## 成績

### ツアー優勝

#### JLPGAツアー（3）
| No. | Date                  | Tournament                                  | スコア             | 2位との差 | 2位（タイ） |
| --- | --------------------- | ------------------------------------------- | ------------------ | --------- | ----------- |
| 1   | 2016年7月29日 - 31日  | 大東建託・いい部屋ネットレディス            | -9 (71-67-69=207)  | 3打差     | 岡山絵里    |
| 2   | 2018年10月5日 - 7日   | スタンレーレディスゴルフトーナメント        | -10 (73-65-68=206) | 1打差     | 新垣比菜    |
| 3   | 2018年10月26日 - 28日 | 樋口久子 三菱電機レディスゴルフトーナメント | -12 (69-67-68=204) | 2打差     | 小祝さくら  |